# Domenica di Settuagesima
Nella Chiesa cattolica la Domenica di Settuagesima (in latino: Septuagesima) è celebrata nella Messa tridentina e nel rito ambrosiano tradizionale circa settanta giorni prima di Pasqua e segna l'inizio del Tempo di settuagesima (o Tempo di Carnevale), un tempo di preparazione alla Quaresima, in cui si iniziava l'astinenza dalle carni nei giorni feriali.

## Storia e caratteristiche
In realtà, questa domenica cade il 64º giorno (9 settimane) prima di Pasqua e deve il suo nome ad una semplificazione, che può essere spiegata storicamente. La prima domenica del tempo di Carnevale ad essere introdotta nel calendario liturgico fu la domenica di Quinquagesima (VI secolo). Nel VII secolo si aggiunsero altre due domeniche, la prima, che cade quasi sessanta giorni prima della Pasqua (il 57º giorno per la precisione), fu chiamata domenica di Sessagesima e la seconda di Settuagesima. Essa è menzionata nelle omelie di papa san Gregorio Magno e, a partire da IX secolo, si diffuse in tutta l'Europa occidentale.
La domenica di Settuagesima può cadere dal 18 gennaio al 22 febbraio. 
Il colore liturgico di questa domenica è il violaceo. Da questa domenica fino al Giovedì santo non si canta la dossologia maggiore (Gloria), né l'Alleluia come acclamazione al Vangelo. Inoltre da questa domenica si canta il tratto, tipico dei tempi penitenziali. 
Con la riforma liturgica di papa Paolo VI la domenica di Settuagesima ha lasciato il posto ad una domenica del tempo ordinario.
La domenica di Settuagesima è presente anche nel calendario luterano.

## Date
- 2011: 20 febbraio
- 2012: 5 febbraio
- 2013: 27 gennaio
- 2014: 16 febbraio
- 2015: 1º febbraio
- 2016: 24 gennaio
- 2017: 12 febbraio
- 2018: 28 gennaio
- 2019: 17 febbraio
- 2020: 9 febbraio

- 2021: 31 gennaio
- 2022: 13 febbraio
- 2023: 5 febbraio
- 2024: 28 gennaio
- 2025: 16 febbraio
- 2026: 1º febbraio
- 2027: 24 gennaio
- 2028: 13 febbraio
- 2029: 28 gennaio
- 2030: 17 febbraio